# 54e cérémonie des Golden Globes
La 54e cérémonie des Golden Globes a eu lieu le 19 janvier 1997, récompensant les films et séries diffusés en 1996 et les professionnels s'étant distingués cette année-là.

## Palmarès
Les lauréats sont indiqués ci-dessous en premier de chaque catégorie et en caractères gras.

### Cinéma

#### Meilleur film dramatique
- Le Patient anglais (The English Patient)
  - Breaking the Waves
  - Secrets et Mensonges (Secrets and Lies)
  - Shine
  - Larry Flynt (The People VS. Larry Flynt)

#### Meilleur film musical ou de comédie
- Evita
  - Tout le monde dit I love you (Everyone Says I Love You)
  - Fargo
  - Jerry Maguire
  - Birdcage (The Birdcage)

#### Meilleur réalisateur
- Miloš Forman pour Larry Flynt (The People VS. Larry Flynt)
  - Joel Coen pour Fargo
  - Scott Hicks pour Shine
  - Anthony Minghella pour Le Patient anglais (The English Patient)
  - Alan Parker pour Evita

#### Meilleur acteur dans un film dramatique
- Geoffrey Rush pour le rôle de David Helfgott dans Shine
  - Ralph Fiennes pour le rôle d'Almásy dans Le Patient anglais (The English Patient)
  - Mel Gibson pour le rôle de Tom Mullen dans La Rançon (Ransom)
  - Woody Harrelson pour le rôle de Larry Flynt dans Larry Flynt (The People VS. Larry Flynt)
  - Liam Neeson pour le rôle de Michael Collins dans Michael Collins

#### Meilleure actrice dans un film dramatique
- Brenda Blethyn pour le rôle de Cynthia dans Secrets et Mensonges (Secrets and Lies)
  - Courtney Love pour le rôle d'Althea Leasure dans Larry Flynt (The People VS. Larry Flynt)
  - Meryl Streep pour le rôle de Lee dans Simples Secrets (Marvin's Room)
  - Kristin Scott Thomas pour le rôle de Katharine Clifton dans Le Patient anglais (The English Patient)
  - Emily Watson pour le rôle de Bess McNeill dans Breaking the Waves

#### Meilleur acteur dans un film musical ou une comédie
- Tom Cruise pour le rôle de Jerry Maguire dans Jerry Maguire
  - Antonio Banderas pour le rôle de Ché dans Evita
  - Kevin Costner pour le rôle de Roy "Tin Cup" McAvoy dans Tin Cup
  - Nathan Lane pour le rôle d'Albert Goldman dans Birdcage
  - Eddie Murphy pour le rôle du Professeur Sherman Klump dans Le Professeur Foldingue (The Nutty Professor)

#### Meilleure actrice dans un film musical ou une comédie
- Madonna pour le rôle d'Eva Perón dans Evita
  - Glenn Close pour le rôle de Cruella d'Enfer dans Les 101 Dalmatiens (101 Dalmatians)
  - Frances McDormand pour le rôle de Marge Gunderson dans Fargo
  - Debbie Reynolds pour le rôle de Beatrice Henderson dans Mother
  - Barbra Streisand pour le rôle de Rose Morgan dans Leçons de séduction (The Mirror Has Two Faces)

#### Meilleur acteur dans un second rôle
- Edward Norton pour le rôle d'Aaron Stampler dans Peur primale (Primal Fear)
  - Cuba Gooding Jr. pour le rôle de Rod Tidwell dans Jerry Maguire
  - Samuel L. Jackson pour le rôle de Carl Lee Hailey dans Le Droit de tuer ?
  - Paul Scofield pour le rôle du juge Thomas Danforth dans La Chasse aux sorcières (The Crucible)
  - James Woods pour le rôle de Byron De La Beckwith dans Les Fantômes du passé (Ghosts of Mississippi)

#### Meilleure actrice dans un second rôle
- Lauren Bacall pour le rôle de Hannah Morgan dans Leçons de séduction (The Mirror Has Two Faces)
  - Joan Allen pour le rôle d'Elizabeth Proctor dans La Chasse aux sorcières
  - Juliette Binoche pour le rôle de Hana dans Le Patient anglais (The English Patient)
  - Barbara Hershey pour le rôle de Mme Serena Merle dans Portrait de femme (The Portrait of a Lady)
  - Marianne Jean-Baptiste pour le rôle de Hortense dans Secrets et Mensonges (Secrets and Lies)
  - Marion Ross pour le rôle de Rosie Dunlop dans Étoile du soir (The Evening Star)

#### Meilleur scénario
- Larry Flynt (The People VS. Larry Flynt) – Larry Karaszewski et Scott Alexander
  - Le Patient anglais (The English Patient) – Anthony Minghella
  - Fargo – Ethan Coen et Joel Coen
  - Lone Star – John Sayles
  - Shine – Jan Sardi

#### Meilleure chanson originale
- "You Must Love Me" interprétée par Madonna – Evita
  - "I Finally Found Someone" interprétée par Barbra Streisand et Bryan Adams – Leçons de séduction (The Mirror Has Two Faces)
  - "For the First Time" interprétée par Kenny Loggins – Un beau jour (One Fine Day)
  - "That Thing You Do" interprétée par The Wonders – That Thing You Do!
  - "Because You Loved Me" interprétée par Céline Dion – Personnel et confidentiel (Up Close And Personal)

#### Meilleure musique de film
- Le Patient anglais (The English Patient) – Gabriel Yared
  - Michael Collins – Elliot Goldenthal
  - Leçons de séduction (The Mirror Has Two Faces) – Marvin Hamlisch
  - Shine – Jerry Goldsmith
  - Quasimodo Notre-Dame de Paris (The Hunchback) – Alan Menken

#### Meilleur film étranger
- Kolja •  République tchèque
  - Le Huitième Jour •  Belgique
  - Luna e l'altra •  Italie
  - Le Prisonnier du Caucase (Кавказский пленник) •  Russie
  - Ridicule •  France

### Télévision
Note : le symbole « ♕ » rappelle le gagnant de l'année précédente (si nomination).

#### Meilleure série dramatique
- X-Files : Aux frontières du réel (The X-Files)
  - La Vie à tout prix (Chicago Hope)
  - Urgences (ER)
  - La Vie à cinq (Party of Five) ♕
  - New York Police Blues (NYPD Blue)

#### Meilleure série musicale ou comique
- Troisième planète après le Soleil (3rd Rock from the Sun)
  - Frasier
  - Friends
  - The Larry Sanders Show
  - Dingue de toi (Mad About You)
  - Seinfeld

#### Meilleure mini-série ou meilleur téléfilm
- Raspoutine (Rasputin: Dark Servant of Destiny)
  - Le Crime du siècle (Crime of the Century)
  - Gotti
  - L'Amérique aux deux visages (Hidden in America)
  - If These Walls Could Talk
  - Les Orages d'un été (Losing Chase)

#### Meilleur acteur dans une série dramatique
- David Duchovny pour le rôle de Fox Mulder dans X-Files : Aux frontières du réel (The X-Files)
  - Anthony Edwards pour le rôle du Dr Mark Greene dans Urgences (ER)
  - George Clooney pour le rôle du Dr Doug Ross dans Urgences (ER)
  - Lance Henriksen pour le rôle de Frank Black dans Millennium
  - Jimmy Smits pour le rôle de Bobby Simone dans New York Police Blues (NYPD Blue) ♕

#### Meilleure actrice dans une série dramatique
- Gillian Anderson pour le rôle de Dana Scully dans X-Files : Aux frontières du réel (The X-Files)
  - Christine Lahti pour le rôle de  dans La Vie à tout prix (Chicago Hope)
  - Jane Seymour pour le rôle du Dr Michaëla Quinn dans Docteur Quinn, femme médecin (Dr. Quinn, Medicine Woman) ♕
  - Sherry Stringfield pour le rôle du Dr Susan Lewis dans Urgences (ER)
  - Heather Locklear pour le rôle de Amanda Woodward Burns dans Melrose Place (Place Melrose)

#### Meilleur acteur dans une série musicale ou comique
- John Lithgow pour le rôle de Dick Solomon dans Troisième planète après le Soleil (3rd Rock from the Sun)
  - Kelsey Grammer pour le rôle du Dr Frasier Crane dans Frasier ♕
  - Tim Allen pour le rôle de Tim Taylor dans Papa bricole (Home Improvement)
  - Paul Reiser pour le rôle de Paul Buchman dans Dingue de toi (Mad About You)
  - Michael J. Fox pour le rôle de Mike Flaherty dans Spin City

#### Meilleure actrice dans une série musicale ou comique
- Helen Hunt pour le rôle de Jamie Buchman dans Dingue de toi (Mad About You)
  - Cybill Shepherd pour le rôle de Cybill Sheridan dans Cybill ♕
  - Brett Butler pour le rôle de Grace Kelly dans Une maman formidable (Grace Under Fire)
  - Fran Drescher pour le rôle de Fran Fine dans Une nounou d'enfer (The Nanny)
  - Brooke Shields pour le rôle de Susan dans Susan ! (Suddenly Susan)
  - Tracey Ullman pour plusieurs personnages dans Tracey Takes On...

#### Meilleur acteur dans une mini-série ou un téléfilm
- Alan Rickman pour le rôle de Grigori Raspoutine dans Raspoutine (Rasputin: Dark Servant of Destiny)
  - Stephen Rea pour le rôle de Bruno Richard Hauptmann dans Le Crime du siècle (Crime of the Century)
  - Armand Assante pour le rôle de John Gotti dans Gotti
  - Beau Bridges pour le rôle de Richard Phillips dans Les Orages d'un été (Losing Chase)
  - James Woods pour le rôle de Temple Rayburn dans The Summer of Ben Tyler

#### Meilleure actrice dans une mini-série ou un téléfilm
- Helen Mirren pour le rôle de Chase Phillips dans Les Orages d'un été (Losing Chase)
  - Ashley Judd pour le rôle de Norma Jean Dougherty dans Norma Jean & Marilyn
  - Demi Moore pour le rôle de Claire Donnelly dans If These Walls Could Talk
  - Isabella Rossellini pour le rôle d'Anna Hauptmann dans Le Crime du siècle (Crime of the Century)
  - Mira Sorvino pour le rôle de Marilyn Monroe dans Norma Jean & Marilyn

#### Meilleur acteur dans un second rôle dans une série, une mini-série ou un téléfilm
- Ian McKellen pour le rôle du tsar Nicolas II dans Raspoutine (Rasputin: Dark Servant of Destiny)
  - David Paymer pour le rôle de David Wilentz dans Le Crime du siècle (Crime of the Century)
  - David Hyde Pierce pour le rôle du Dr Niles Crane dans Frasier
  - Anthony Quinn pour le rôle de Neil Dellacroce dans Gotti
  - Noah Wyle pour le rôle du Dr John Carter dans Urgences (ER)

#### Meilleure actrice dans un second rôle dans une série, une mini-série ou un téléfilm
- Kathy Bates pour le rôle de Helen Kushnick dans Changement de décors (The Late Shift)
  - Christine Baranski pour le rôle de Maryanne Thorpe dans Cybill
  - Cher pour le rôle du Dr Beth Thompson dans If These Walls Could Talk
  - Kristen Johnston pour le rôle de Sally Solomon dans Troisième planète après le Soleil (3rd Rock from the Sun)
  - Greta Scacchi pour le rôle de la tsarine Alexandra dans Raspoutine (Rasputin: Dark Servant of Destiny)

### Spéciales

#### Cecil B. DeMille Award
- Dustin Hoffman

#### Miss Golden Globe
- Kehly Sloane

## Récompenses et nominations multiples

### Nominations multiples

#### Cinéma
7 : Le Patient anglais
5 : Evita, Larry Flynt, Shine
4 : Leçons de séduction, Fargo
3 : Secrets et Mensonges, Jerry Maguire, Breaking the Waves
2 : La Chasse aux sorcières, Birdcage, Michael Collins

#### Télévision
5 : Urgences
4 : Raspoutine, Le Crime du siècle
3 : X-Files : Aux frontières du réel, Troisième planète après le Soleil, Dingue de toi,Frasier, Gotti, If These Walls Could Talk, Les Orages d'un été
2 : New York Police Blues, La Vie à tout prix, Norma Jean & Marilyn, Cybill

#### Personnalités
2 : Madonna, Joel Coen, Anthony Minghella, Barbra Streisand

### Récompenses multiples
Légende : Nombre de récompenses/Nombre de nominations

#### Cinéma
3 / 5 : Evita
2 / 5 : Larry Flynt
2 / 7 : Le Patient anglais

#### Télévision
3 / 3 : X-Files : Aux frontières du réel
3 / 4 : Raspoutine
2 / 3 : Troisième planète après le Soleil

#### Personnalité
2 / 2 : Madonna

### Les grands perdants

#### Cinéma
0 / 4 : Fargo

#### Télévision
0 / 5 : Urgences
0 / 4 : Le Crime du siècle